# Bernd Halfar

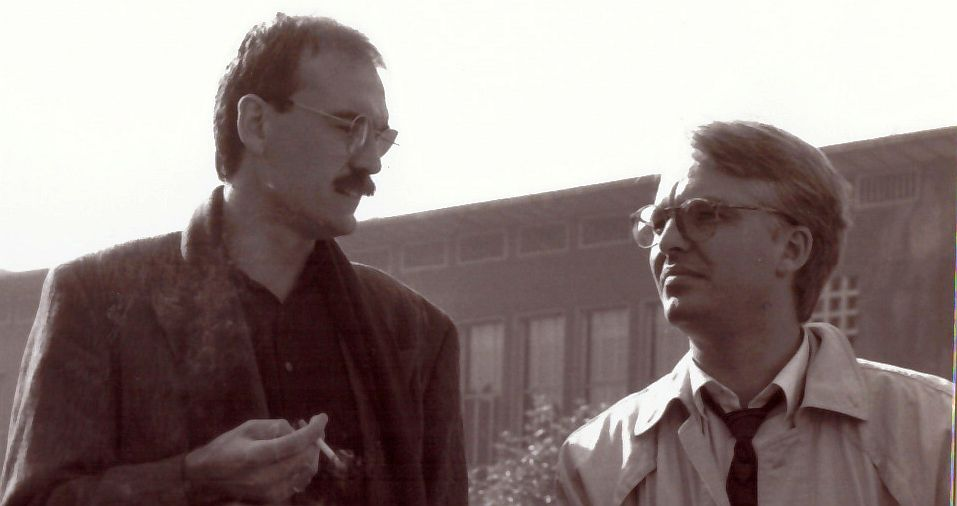
Bernd Halfar (r.) mit Norbert F. Schneider auf dem Soziologentag 1990 in Frankfurt am Main

Bernd Halfar (* 23. Juni 1955 in Nürnberg) ist ein deutscher Soziologe und Sozialökonom.

## Leben
Halfar studierte in Nürnberg und Bamberg. Im Anschluss war er von 1983 bis 1992 an der Universität Bamberg  Wissenschaftlicher Assistent von Karl-Dieter Keim an der Professur für Sozialplanung und Akademischer Rat am Lehrstuhl für Volkswirtschaftslehre von Dieter Schäfer. Es folgten Projekte am Institut für Sozialarbeit und Sozialpädagogik in Frankfurt am Main, Professuren und Lehraufträge an verschiedenen Hochschulen, eine Gastprofessur an der Pomoren-Universität Archangelsk und Forschungsstipendien an der La Sapienta Universität Rom und der Bocconi-Universität Mailand.
Seit 2004 ist Halfar Professor an der Katholischen Universität Eichstätt-Ingolstadt für Management in sozialen Einrichtungen/OE. Seine Arbeitsgebiete sind Wirkungsorientiertes Controlling, Social Return-on-Investment-Berechnungen, Dienstleistungsproduktivität, Finanzierungstheorie meritorischer Güter.
Sein Schriftenverzeichnis umfasst 190 wissenschaftliche Publikationen.
Bernd Halfar war 1985 Gründungspartner und bis 2019 aktiver Gesellschafter des Forschungs- und Beratungsunternehmens xit in Nürnberg sowie der Tochterunternehmen xitData GmbH (bis 2010) und Qualidata GmbH. Aus einem Forschungsprojekt an der Katholischen Universität gründete er als Teilhaber 2020 das Spin-Off „Kamel und Nadelöhr GmbH“, das sich mit der Finanzierung und Entwicklung von Sozialimmobilien befasst.
Halfar ist als Mitglied in Aufsichtsgremien sozialwirtschaftlicher Unternehmen, als Gründungsbeirat der Kolping Hochschule in Köln sowie als Vorstandsmitglied der Prof. Flämig Stiftung der Commerzbank AG tätig.
Er gehört als Benediktineroblate (Ordensname Br. Karl Borromäus) zur Abtei Plankstetten.

## Werke (Auswahl)
- Impact-Oriented NPO-Controlling. International Group of Controlling; Haufe, Freiburg Berlin München 2020, ISBN 978-3-648-00582-8
- mit Helmut Kreidenweis: IT-Report für die Sozialwirtschaft Eichstätt 2015, ISBN 978-3-9817383-0-8
- mit Gabriele Moos, Gabriele und Klaus Schellberg: Controlling in der Sozialwirtschaft – Handbuch; Nomos; Baden-Baden 2014, ISBN 978-3-8329-6327-9
- mit Helmut Kreidenweis: IT-Report für die Sozialwirtschaft, Eichstätt 2014, ISBN 978-3-9812687-9-9
- (Hrsg.): Erfolgspotenziale der Kirche: ein Blick aus dem Management, Nomos, Baden-Baden 2012 ISBN 978-3-8329-6451-1
- mit Borger, Andrea: Kirchenmanagement, Nomos, Baden-Baden 2007 ISBN 978-3-8329-2904-6
- (Hrsg.): Finanzierung sozialer Dienste und Einrichtungen, Nomos, Baden-Baden 1999, ISBN 3-7890-5467-4
- (Hrsg.) mit Norbert F. Schneider: De arte germoecologiae : das Germknödelparadigma als Subsistenzmedium der sozialökologischen Forschung, Faude-Verlag, Konstanz 1987 ISBN 3-922305-25-3